# Wolf Rock (Lord Howe-eiland)
Wolf Rock, ook wel gespeld als Wolfe Rock, is de naam van een groep rotsen 1,6 km ten oosten van het Australische Lord Howe-eiland, dat in de Tasmanzee ligt.
Het rif is genoemd naar de Wolf, een walvisvaarder die hier op 6 augustus 1837 aan de grond liep. Het schip, een brik die oorspronkelijk in 1814 door de Britse Royal Navy als oorlogsschip was gebouwd, kwam weer los van de rotsen en leek aanvankelijk nauwelijks schade te hebben opgelopen. Desondanks zonk het ruim 15 km verderop in diep water alsnog.
In 2002 werd Wolf Rock geschampt door HMS Nottingham, een torpedobootjager van de Royal Navy. Het schip, dat op Lord Howe-eiland een gewond bemanningslid aan wal had gebracht, raakte daarbij zwaar beschadigd. HMS Nottingham werd met behulp van een open dek-schip naar de Britse marinehaven in het Engelse Portsmouth vervoerd en daar gerepareerd.